# Lamu (condado)
Lamu é um condado do Quênia situado na antiga província da Costa. Tem como capital a cidade de Lamu. De acordo com o censo de 2019, havia 143 920 habitantes. Possui 6 253 quilômetros quadrados de área.